# Baskenland-Rundfahrt 2006
Die 63. Baskenland-Rundfahrt ist ein Rad-Etappenrennen, das vom 3. bis 8. April 2006 stattfand. Das Rennen wurde erstmals über sechs Etappen ausgetragen und zählt zur UCI ProTour 2006.
Neben den 20 UCI ProTeams nahmen die Professional Continental Teams Kaiku und Relax-Gam teil.

## Etappen
| Etappe    | Tag      | Start – Ziel    | km  | Etappensieger              | Gesamtwertung              |
| --------- | -------- | --------------- | --- | -------------------------- | -------------------------- |
| 1. Etappe | 3. April | Irun – Irun     | 130 | Alejandro Valverde         | Alejandro Valverde         |
| 2. Etappe | 4. April | Irun – Segura   | 155 | Samuel Sánchez             | Samuel Sánchez             |
| 3. Etappe | 5. April | Segura – Lerin  | 170 | Samuel Sánchez             | Samuel Sánchez             |
| 4. Etappe | 6. April | Lerin – Vitoria | 172 | Óscar Freire               | Samuel Sánchez             |
| 5. Etappe | 7. April | Vitoria – Zalla | 178 | Thomas Voeckler            | Samuel Sánchez             |
| 6. Etappe | 8. April | Zalla (EZF)     | 024 | José Ángel Gómez Marchante | José Ángel Gómez Marchante |